# 箕輪慎治
箕輪慎治（みのわ　しんじ、1974年6月22日 - ）は東京都国立市出身の全日本プロドリフト選手権（D1グランプリ）やフォーミュラ・ドリフト・ジャパンに参戦するレーサーである。本業は埼玉県所沢市の自動車関連会社「HEY MAN PRODUCTS（ヘイメンプロダクツ）」代表。愛称は「G」「シンジ」。特技は英会話、趣味は料理、血液型はB型。

## 来歴
D1グランプリには2003年から参戦。当初はハチロク（AE86）を駆っており、ハチロク使いとして知られていた。2005年、D1グランプリに参戦してから初となるポイントを獲得。
2006年よりチームArea gに所属し、マシンをシルビア(S15) に変更。
2009年よりプライベーターとして参戦し、マシンをマークII (JZX90) に変更。
2014年、チームボスに移籍し、タイヤメーカーをブリヂストンに変更。マシンはS15型シルビアを使用する。翌2015年にはVR38DETTを搭載したフェアレディZ（Z34）に乗り換えた。
2017年、チームボスからフォーミュラ・ドリフト・ジャパンに参戦を開始し、同年のシリーズチャンピオンとなる。翌2018年からは自身のチームであるHEY MAN!!に移籍し、マシンもJZX90型マークIIに変更。この年も好調を見せ、見事2年連続のシリーズチャンピオンに輝いた。
また、一時期ドリフトマッスルにも参戦していた。
2020年よりタイヤメーカーをグッドライドに、さらに2021年にはサイルンに変更。

## エピソード
- 日光サーキットで行われたバトルマガジン杯（BM杯）で3連覇している（車はAE86）。

- 2006年にお台場で行われたMSCチャレンジカップの全国大会で、初代チャンピオンになっている。

- ドリフトを始めたきっかけは、峠で山下広一のドリフトを見て衝撃を受けたことから。

- 練習では、主に同じD1ドライバーである、斎藤太吾、西田ラビーと一緒に走っていることが多い。

- 妻の箕輪昌世もフォーミュラ・ドリフト・ジャパンに参戦しており、夫婦で同じシリーズを戦っている。また、息子の大也に7歳の頃からドリフトの指導をしており、夫婦と息子の3人でドリフトの練習をしている様子がInstagramに投稿されている[2]

- 2010年に逝去した黒井敦史のワンビアを、2014年よりHEY MAN PRODUCTSで保管していた[3]が、2024年に売却し、現在はイギリスのJDM Garage UKにて保管されている。[4]なお、預かった当初はこのマシンでD1グランプリに出場することも考えたが、ブリヂストンへのタイヤメーカー変更が決まり、故人の遺品を保管しているという都合上車両のラッピングを変更することもできないため[5]、譲渡から2024年の売却に至るまで大会には出走していない。